# Mouftaou Adoun
Mouftaou Adoun (ur. 10 kwietnia 1991) – beniński piłkarz grający na pozycji obrońcy.

## Kariera klubowa
Karierę piłkarską Adoun rozpoczął w klubie ASPAC Kotonu i w jego barwach zadebiutował w 2008 roku w pierwszej lidze benińskiej.

## Kariera reprezentacyjna
W reprezentacji Beninu Adoun zadebiutował w 2009 roku. W 2010 roku został powołany do kadry na Pucharze Narodów Afryki 2010 i rozegrał na nim jedno spotkanie, z Egiptem (0:2).